# Goat Simulator 3
Goat Simulator 3 — відеогра-екшн і продовження Goat Simulator. Гру було анонсовано під час Summer Game Fest і випущено 17 листопада 2022 року. У грі є кооперативний режим для чотирьох гравців, а дія відбувається на вигаданому острові Сан-Ангора. Гра не підтримує багатоплатформовий мультиплеєр на випуску.

## Геймплей
Goat Simulator 3, як і його попередник, — це гра в жанрі бойовик від третьої особи, де метою є керуючи персонажем гравця козлом сіяти хаос і виконувати трюки в міському середовищі гри. У цій грі збережено механіку попередньої гри, коли козел може причепитися до знайдених у світі предметів і об’єктів, вилизуючи їх. Розробники стверджують, що її відкритий світ у 18 разів більший, ніж у першій грі. Крім того, існують розділи, де досліджуються різні стилі гри, як-от пародія на Wolfenstein 3D із механікою шутера від першої особи. Новий для серії режим історії, також з’являється в Goat Simulator 3.

## Назва
Продюсер гри Сантьяго Ферреро пояснив чому в назві сиквелу цифра 3, а не 2: «Ми докладали багато грошей та зусиль у досліди різних чисел та того, що працює краще за все. Й результати, які ми отримали, свідчать, що 3 — це число набагато краще, чим 2, тому ми вибрали 3».

## Рецензії
| Агрегатор  | Оцінка                              |
| ---------- | ----------------------------------- |
| Metacritic | PC: 69/100 PS5: 69/100 XSXS: 80/100 |

| Видання        | Оцінка |
| -------------- | ------ |
| GamesRadar+    | [ 19 ] |
| IGN            | 8/10   |
| PC Gamer (США) | 50/100 |
| Push Square    | 6/10   |
| Shacknews      | 7/10   |
| VG247          | [ 24 ] |

 За даними Metacritic, версії Goat Simulator 3 для ПК і PlayStation 5 наразі мають «змішані або середні відгуки» з оцінкою 69 зі 100, тоді як версія для Xbox Series X наразі має оцінку 80 балів. зі 100 із "загалом схвальними відгуками".

## Зауваги
1. ↑  Продовження під назвою «Goat Simulator 2» було повністю пропущено, як жарт розробників.[2]